# Вальд, Орли
Орли Вальд (нем. Orli Wald; также известная как Аурелия Торгау (нем. Aurelia Torgau); 1 июля 1914 года, Франция — 1 января 1962 года, ФРГ) — немецкий борец Сопротивления в концентрационных лагерях в гитлеровской Германии с 1936-го по 1945 год. Её прозвали «Ангел Освенцима» из-за милосердия и сострадания, проявленных ею по отношению к другим заключённым.

## Биография
Родилась в 1914 году в деревушке вблизи Мобёжа, Франция, была шестым ребёнком в семье Августа и Марии Торгау. Отец работал мастером по ремонту паровозов.
Вскоре после её рождения началась Первая мировая война, в результате чего семья Торгау была интернирована в Трир. Отец Аурелии вместе со своими братьями — Фрицем и Вильгельмом — позже вступил в Коммунистическую партию Германии, основав в Трире её местное отделение.
После окончания школы Вальд прошла обучение в качестве ассистента по продажам в Трире.
Вступила в Коммунистическую молодёжную лигу Германии в 1920-х годах.
Подпольной работой Вальд начала заниматься с 1933 года, почти сразу после прихода нацистов к власти. Первоначально это выражалось в распространении критикующих режим изданий — за эту деятельность в 1934 году Вальд была арестована гестапо, но вскоре освобождена из-за отсутствия доказательств.
В 1935 году вышла замуж за Фрица Рейхерта, строителя по профессии, также члена Коммунистической Лиги. Однако, через полгода Фриц Рейхерт перешёл на сторону нацистов и вскоре, вероятно, написал властям донос на жену. В июне 1936 года члены её коммунистической группы Сопротивления были арестованы и обвинены в подготовке к государственной измене. Вальд в это время работала курьером в Люксембурге в организации Сопротивления. Она вынуждена была вернуться в Германию после того, как ей стали угрожать арестом её родителей, в том случае, если она не сдастся.
По возвращении в Германию была арестована гестапо, во время допросов подвергалась пыткам. 21 декабря 1936 года в возрасте 22-х лет она была приговорена к четырём годам и шести месяцам тюремного заключения Высшим региональным судом в Хамме.
Развелась с мужем в 1939 году. Одним из оснований было то, что Рейхерт стал известным национал-социалистом и членом СА.

## Узница концентрационных лагерей Равенсбрюк и Освенцим
Несмотря на то, что она полностью отсидела весь срок (из которых три года Вальд провела в одиночной камере) в женской тюрьме Цигенхайн под Касселем, после освобождения в конце декабря 1940 года Аурелия была немедленно переведена в концентрационный лагерь Равенсбрюк. Ей было обещано освобождение за свидетельские показания против коммуниста из Люксембурга Зенона Бернарда, но она отказалась от сотрудничества с нацистами.
В марте 1942 года её отправили в концентрационный лагерь Освенцим с 998 женщинами-заключёнными из Равенсбрюка. В Освенциме Вальд получила номер заключённого № 502.
Переболела тифом зимой 1942/43 годов. 
Была назначена старшиной лагеря в марте 1943 года.
Работала санитаркой в клинике доктора Менгеле, где помогала подопытным узницам, о чём написано во многих лагерных воспоминаниях. Пыталась покончить с собой в этот период жизни из-за того, что «больше не может смотреть на смерть всё время», но её спасли другие пленницы, которые не хотели потерять защиту в её лице.
Входила в состав Движения Сопротивления Освенцима. С риском для собственной жизни Вальд помогала другим заключённым выжить в лагере. В знак признания те окрестили её Ангелом Освенцима
.
В январе 1945 года Вальд пережила Марш смерти от Освенцима до концентрационного лагеря Равенсбрюк и далее до лагеря Мальхов. В апреле 1945 года, больной и ослабленной, ей удалось сбежать из Мальхова.

## После освобождения
После окончания войны жила в Берлине. Вступила там в Союз пострадавших от нацистского режима.
С мая 1946 года в течение почти двух лет лечилась от туберкулёза и тяжёлой депрессии в советской оккупационной зоне в санатории для бывших узников концлагерей в Сулжайне, в горах Гарц. Там познакомилась с Эдвардом Вальдом, также участником Сопротивления, за которого вышла замуж в ноябре 1947 года.
Вальд пыталась справиться с травмирующим опытом заключения в концлагере с помощью автобиографических рассказов, однако, безуспешно. Она страдала от последствий тюремного заключения до самой смерти. Впервые она попала в психиатрическую больницу в 1954 году, где проходила курс лечения в течение девяти месяцев. В дальнейшем, с 1955 по 1961 гг., она ещё несколько раз проходила более длительные курсы лечения, в том числе, с применением электросудорожной терапии, однако состояние её не улучшалось. В этот период она несколько раз пыталась покончить с собой.
Один из выживших узников Освенцима Герман Лангбейн посетил её в 1960 году, чтобы убедить Вальд стать свидетелем на первом суде над надзирателями Освенцима во Франкфурте. В его присутствии Вальд доработала список имён, которые он представил, и дала подробную информацию о каждом из охранников, кого смогла вспомнить.
В 1961 году во время судебного процесса над Эйхманом у неё опять случился тяжёлый нервный срыв.
Вальд умерла 1 января 1962 года в Варендорфе, вблизи Ганновера. По одной из версий, покончила с собой. Согласно другой версии, умерла вследствие передозировки лекарственными средствами на фоне сильного физического истощения.
Похоронена в Ганновере на Штадтфридхоф Энгесоде.

## Память
В 2007 году улица в Ганновере, идущая вдоль городского кладбища, на котором была похоронена Орли Вальд, была переименована в Orli-Wald-Allee (с нем. «Аллея Орли Вальд»).
В знак признания заслуг Орли Вальд в Трире в 2007 году был заложен памятный камень, а с 2013 года появилась улица Orli-Torgau-Straße (с нем. «Улица Орли Торгау»).
С февраля 2016 года общеобразовательная школа в Итце получила название Aurelia-Wald-Gesamtschule (с нем. «Школа имени Аурелии Вальд»).